# Império do Divino Espírito Santo dos Nobres

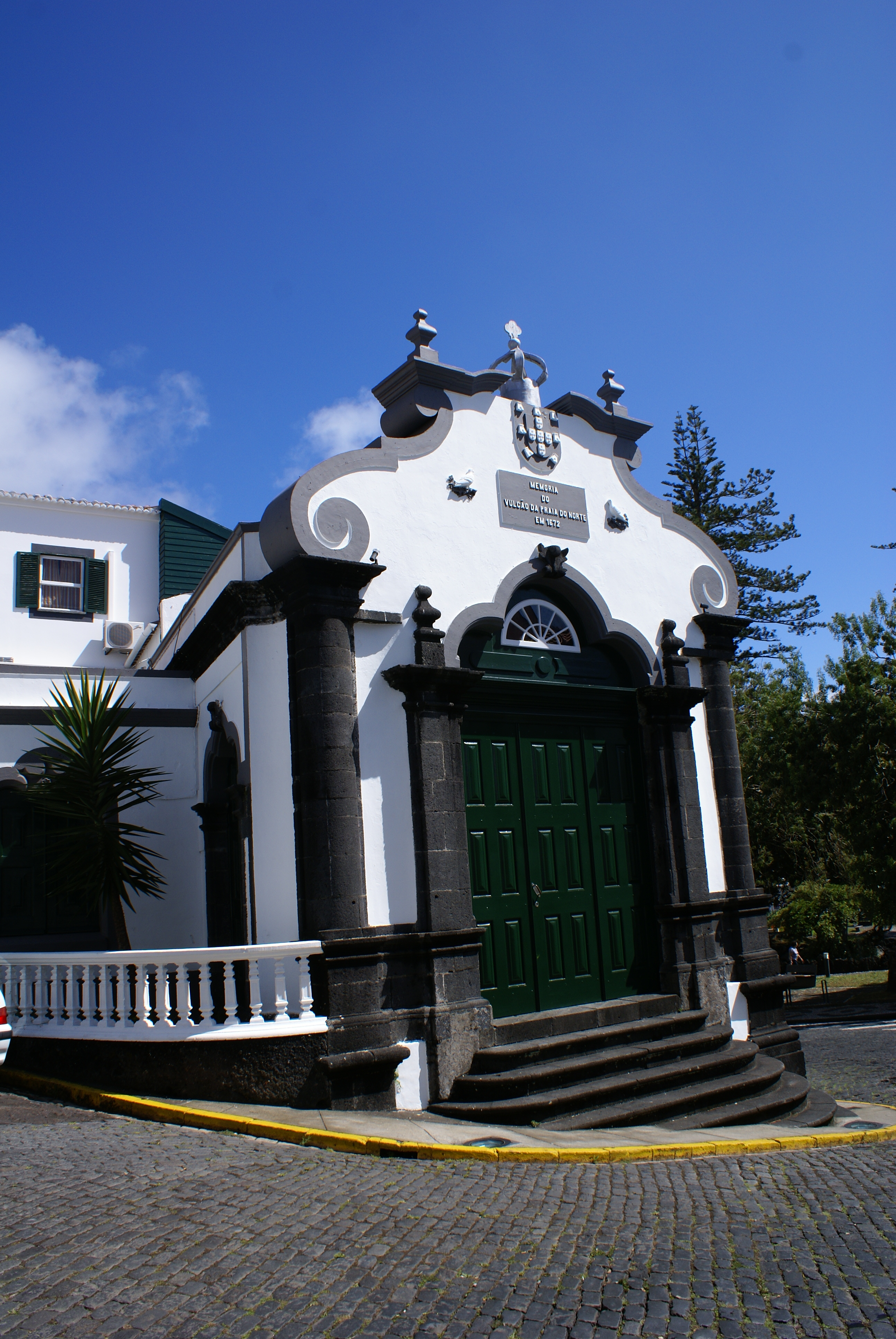
Império do Espírito Santo dos Nobres.

O Império do Divino Espírito Santo dos Nobres é um Império do Espírito Santo português que se localiza no concelho da Horta, ilha do Faial, arquipélago dos Açores.
Este Império do Divino, encontra-se entre os mais antigos da ilha do Faial e mesmo dos Açores a serem inteiramente construídos em pedra e cal. A sua edificação, em memória da erupção do Vulcão em 1672, em estilo Barroco remonta ao século XVIII, mais precisamente a 1759 e deveu-se a uma deliberação da Câmara Municipal de 5 de Janeiro desse mesmo ano.
A sua existência deve-se ao cumprimento de uma deliberação camarária desses mesmo ano relacionada com a erupção vulcânica do vulcão do Praia do Norte, erupção esse que foi de tal ordem que cobriu toda a ilha com uma camada de cinza vulcânica de alguns centímetros.
Este acontecimento encontra memorizado no por duas pombas brancas sobre a porta e pela inscrição onde se lê “Memória do Vulcão da Praia do Norte em 1672”. A fachada deste império encontra-se adornada com as armas do Escudo de Portugal e por uma Coroa do Espírito Santo.